# Degraus do gravador
Os degraus do gravador consistem em dois lances de degraus de pedra do lado de fora das muralhas da cidade em Chester, Cheshire, na Inglaterra. Eles vão do passeio no topo da muralha a uma área ribeirinha conhecida como Groves, e estão listados na Lista do Património Nacional da Inglaterra como um Grau I.